# Клејтон (Ајова)
Клејтон (енгл. Clayton) град је у америчкој савезној држави Ајова. По попису становништва из 2010. у њему је живело 43 становника.

## Демографија
Према попису становништва из 2010. у граду је живело 43 становника, што је -12 (-21.8%) становника више него 2000. године.
| Група             | 2000.       | 2010.       |
| Белци             | 55 (100.0%) | 43 (100.0%) |
| Афроамериканци    | 0 (0,0%)    | 0 (0,0%)    |
| Азијати           | 0 (0,0%)    | 0 (0,0%)    |
| Хиспаноамериканци | 0 (0,0%)    | 0 (0,0%)    |
| Укупно            | 55          | 43          |